# San Miguel del Carmen
San Miguel del Carmen är en ort i Mexiko.   Den ligger i kommunen Tula och delstaten Tamaulipas, i den centrala delen av landet, 400 km norr om huvudstaden Mexico City. San Miguel del Carmen ligger 1 149 meter över havet och antalet invånare är 239.
Terrängen runt San Miguel del Carmen är varierad. Runt San Miguel del Carmen är det glesbefolkat, med 10 invånare per kvadratkilometer. Närmaste större samhälle är Tula, 10,6 km sydost om San Miguel del Carmen. Omgivningarna runt San Miguel del Carmen är i huvudsak ett öppet busklandskap.